# Skip-Bo
Le Skip-Bo est un jeu de cartes de type patience qui ressemble à la crapette. Créé en 1967, la société Mattel en détient les droits en 2021.

## Histoire
Skip-Bo a été créé par Minnie Hazel "Skip" Bowman de Brownfield au Texas, États-Unis. En 1980, sa société a été rachetée par International Games, qui a été reprise par Mattel en 1992.
Il a été adapté en jeu vidéo sur Game Boy Advance en 2006 compilé avec une adaptation de Uno et sur Nintendo DS toujours compilé avec Uno mais aussi avec Uno Free Fall. Une version est sortie sur iOS en 2013.

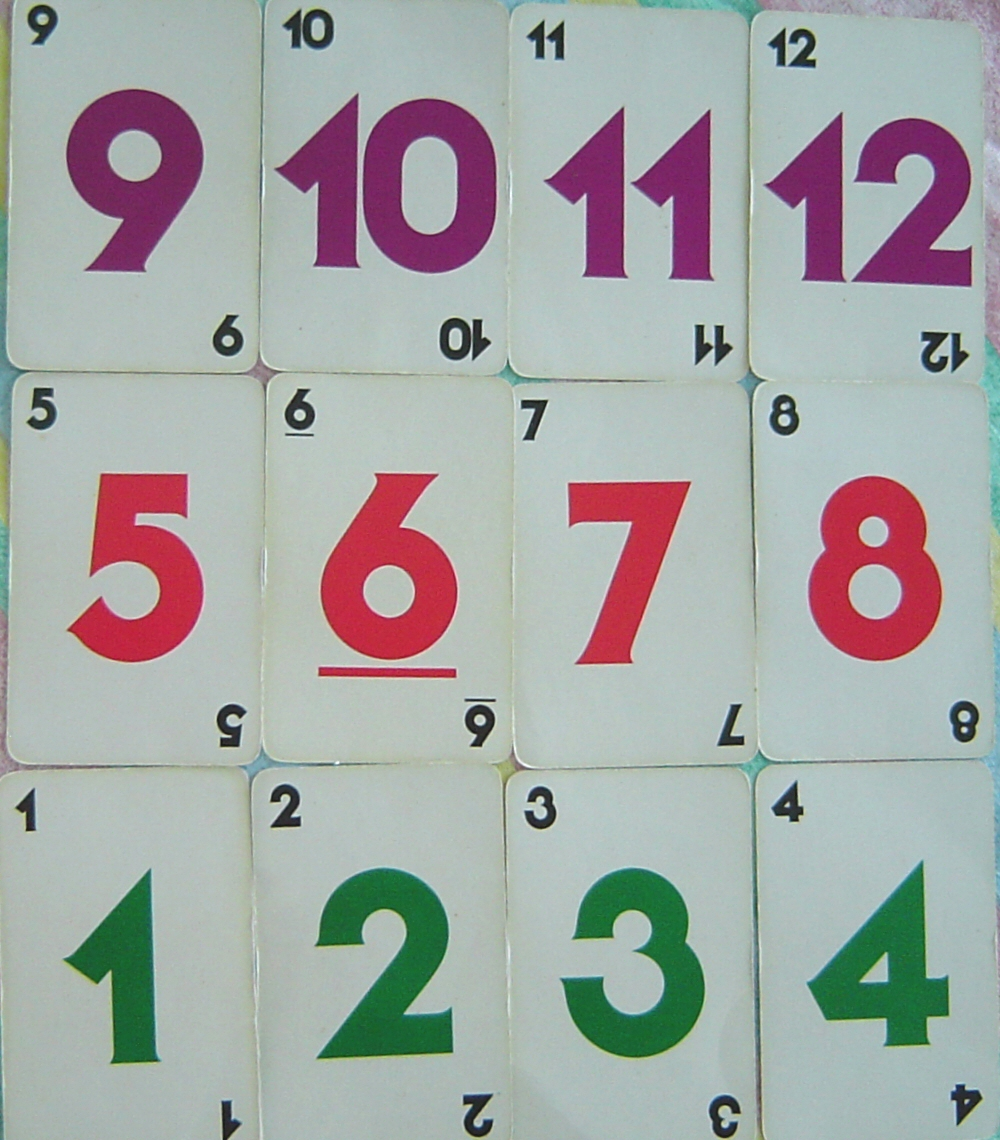
Cartes de Skip-Bo, modèle antérieur à 2000.
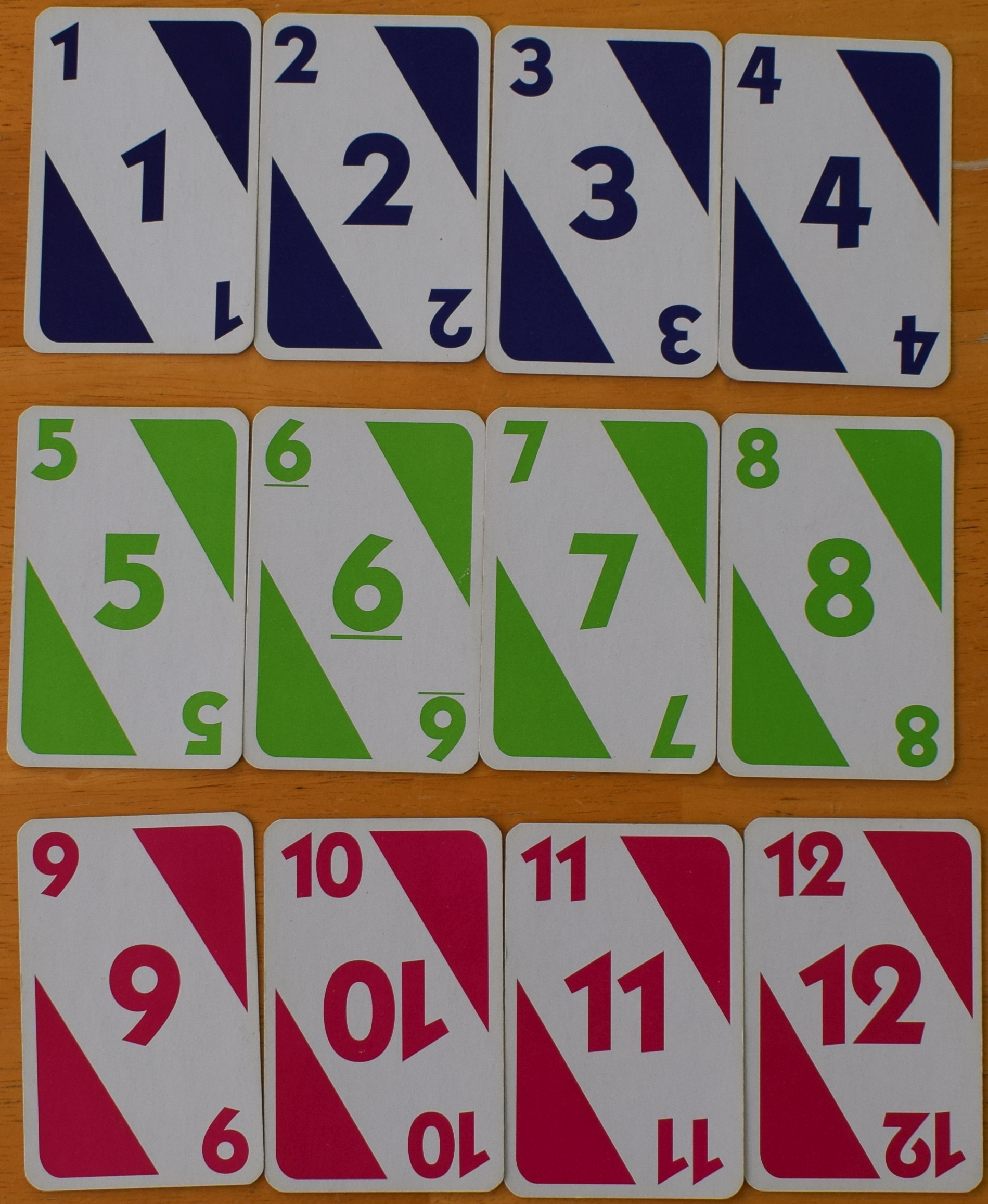
Cartes de Skip-Bo, modèle 2000.

## Règles

Schéma montrant les piles de cartes du Skip-Bo pour deux joueurs.
Cinq piles de cartes se trouvent devant le joueur 1 :
1 pile d'accumulation (A)
4 piles de rejet (R)
De plus, il joue avec une main (M) de cinq cartes.
Cinq piles de cartes se trouvent devant le joueur 2 :
1 pile d'accumulation (a)
4 piles de rejet (r)
De plus, il joue avec une main (m) de cinq cartes.
Entre les deux se trouvent :
1 pile de réserve (ρ)
4 piles de séquences (σ)

Le premier joueur qui vide sa pile d'accumulation gagne.
Le matériel comprend des cartes numérotées de 1 à 12, pour un total de 144 cartes, et 18 cartes identifiées par « Skip-Bo ». Chaque carte numérotée est de la couleur bleu, rouge ou vert.
De deux à six joueurs participent au jeu sur une base individuelle ou en paires. 
Au début d'une manche, chaque joueur reçoit 30 cartes si quatre joueurs ou moins, sinon c'est 20 cartes. 
Pour des parties plus rapides, distribuer 10 cartes. 
Chaque joueur empile ces cartes faces cachées dans sa pile d'accumulation (A/a sur le schéma à la droite). 
Les cartes excédentaires sont déposées faces cachées sur la pile de réserve (ρ sur le schéma). 
Chaque pile de séquence (σ sur le schéma) commence par la carte 1 et se termine par carte 12. 
Une carte Skip-Bo remplace n'importe quelle carte numérotée (elle est équivalente au joker). 
Après que les piles A/a ont été formées, le premier joueur commence (il se trouve à la gauche du donneur, lequel a été choisi au hasard). 
Chaque joueur à tour de rôle pige de la pile ρ autant de cartes que nécessaires pour avoir cinq cartes en main. 
Il tente alors de compléter une ou plusieurs piles σ en y déposant des cartes selon l'ordre numérique ascendant (1, 2, 3...). 
Les cartes proviennent au choix de A/a, de R/r ou de M/m. 
Lorsqu'il ne peut plus ajouter de cartes sur l'une des piles σ, il en prend une de sa main M/m qu'il dépose sur l'une de ses 4 piles R/r. 
S'il n'en reste plus du tout dans sa main pendant qu'il remplit les piles σ, il pige à nouveau cinq cartes et joue comme s'il n'avait pas encore pigé.
Quand l'une des piles σ atteint 12, elle est retirée de la table, ce qui libère de la place pour une pile à construire. Ces 12 cartes peuvent être brassées et ajoutées sous la pile ρ.
Tant qu'un joueur n'a pas complètement vidé sa pile A/a, la manche continue.
Le premier joueur qui vide sa pile d'accumulation récolte des points à raison de 5 points par carte dans la pile d'accumulation des autres joueurs. De plus, il obtient 25 points pour avoir terminé le premier. La partie est terminée lorsqu'un joueur cumule 500 points ou plus.

## Jeu en paires
Une variante du jeu autorise les joueurs à former des paires, peu importe le nombre de joueurs. Les règles demeurent les mêmes, sauf :
- Les joueurs de chaque paire ont accès à toutes les piles de la paire. Donc, lorsque c'est son tour, chaque partenaire joue avec sa main, les 2 piles d'accumulation et les 2x4 piles de rejet.
- Le partenaire inactif garde le silence.

## Alternatives

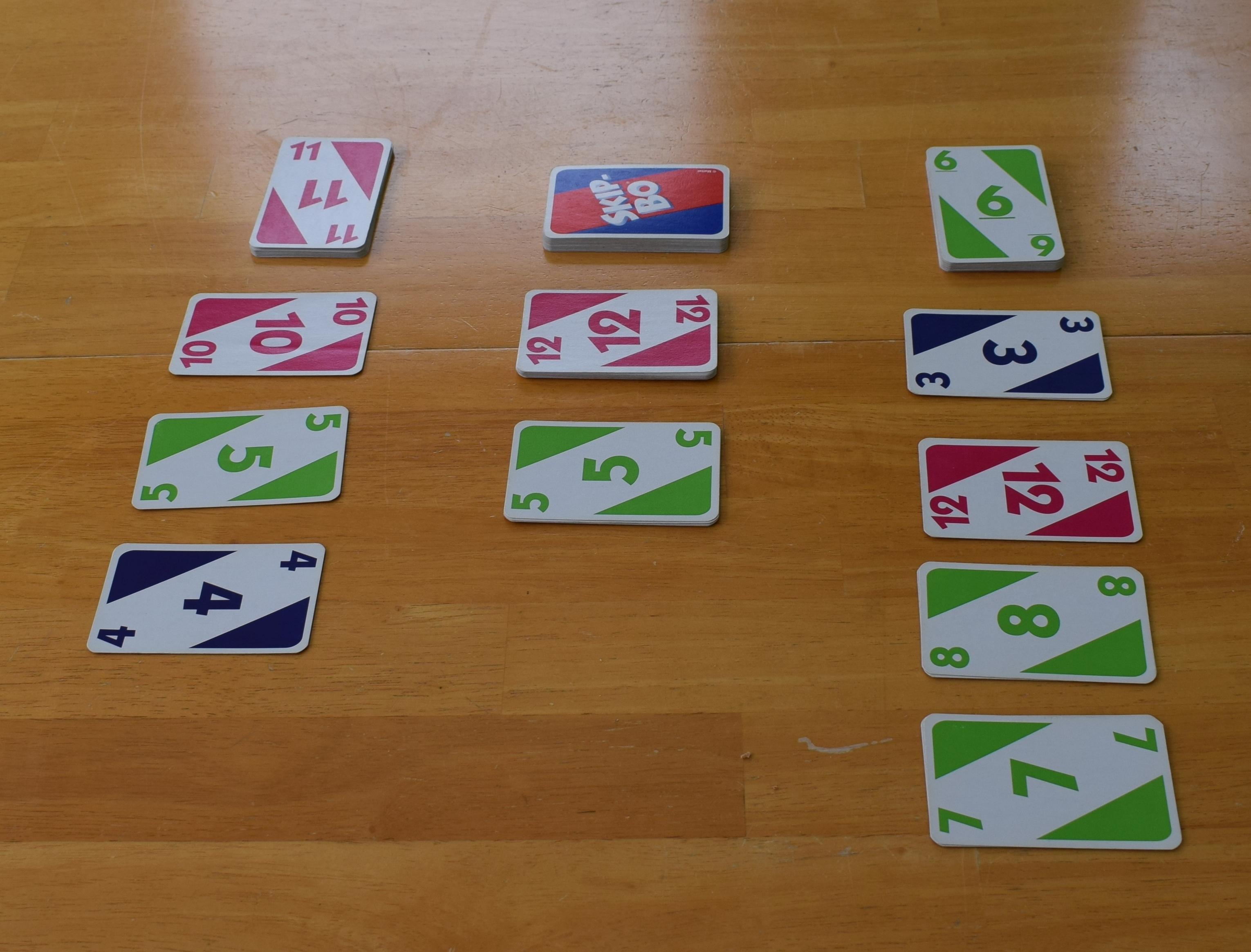
Exemple d'une partie de Skip-Bo. Les piles d'accumulation (en haut, 11 et 6) sont tournées de 90 degrés pour faciliter leur repérage. Au centre, la pile de réserve est en haut, alors que deux piles de séquences sont plus bas (12 et 5).

- Lorsque jouée, une carte Skip-Bo doit être recouverte d'une carte numérotée par le même joueur.
- Deux piles de séquences sont croissantes et commencent donc par 1, alors que les deux autres piles de séquences sont décroissantes et commencent donc par 12.
- Le joueur gagnant ne reçoit aucun point pour les cartes qui restent dans les piles d'accumulation des autres joueurs.
- Chaque joueur doit compléter son tour en moins d'une minute.

De façon alternative, on peut utiliser trois jeux de cartes français complets, ce qui permet d'avoir {\displaystyle 3\times 54=162} cartes en tout. Les cartes numérotées de 1 à 12 cartes sont remplacées par les cartes 2, 3, 4... roi (il y a donc {\displaystyle 3\times 4\times 12=144} cartes « numérotées »). Les as ({\displaystyle 3\times 4=12}) et les jokers ({\displaystyle 3\times 2=6}) correspondent aux 18 cartes Skip-Bo.